# An-Nassir Muhammad
Al-Malik an-Nassir Muhammad ibn Qalawun, (en árabe: الناصر محمد) más conocido como An-Nassir Muhammad (en árabe الملك الناصر محمد بن قلاوون, al-Malik an-Nāṣir Muḥammad ibn Qalāwūn), fue un sultán mameluco bahrita o kipchak de Egipto que reinó en tres periodos distintos (1293-1294, 1299-1309 y 1310-1341).

## Biografía
An-Nassir Muhammad era el hijo más joven de sultán Qalawun y hermano del sultán Jalil. Nació en El Cairo, en Qalat al-Jabal (ciudadela de la Montaña). Su madre, Aixlun Jatun, era de origen mongol. Su reinado tuvo tres etapas: 1293-1294, 1299-1309 y 1310-1341.

## Primer reinado: 1293-1294

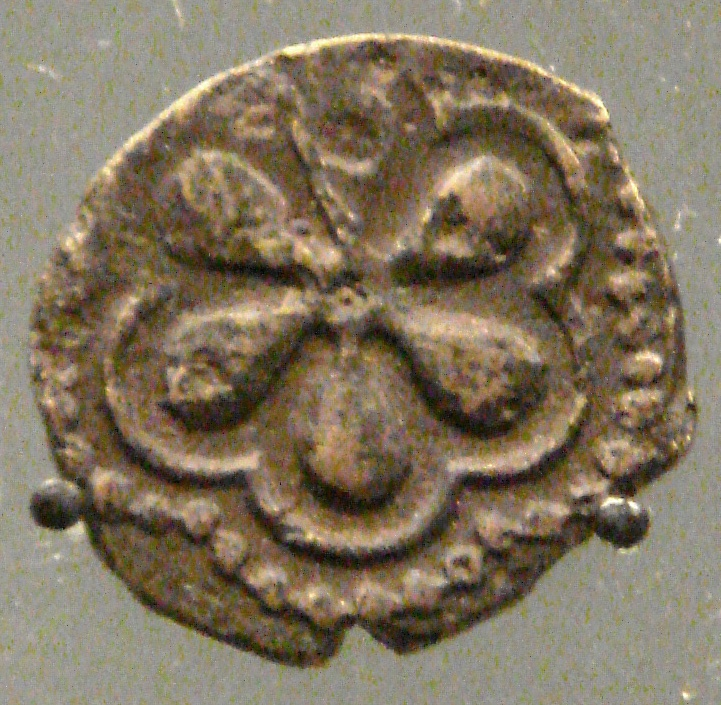
Moneda flas de cobre de An-Nasser Muhammad 1310-1341. Museo Británico.

Después del asesinato de Jalil en diciembre de 1293, detentó el cargo de sultán, con Zayn ad-Din Kitbugha como regente y vice-sultán y el emir Sanjar al-Shujai como visir. An-Nassir, a sus ocho o nueve años, era solo sultán de nombre. Kitbugha al-Mansuri (naib al-saltana) y Al-Shujai eran los gobernantes efectivos de Egipto.
Los dos emires, Kitbugha, que era de origen mongol, y Al-Shujai, eran rivales y tenían mala relación entre ellos. Al-Shujai, con el apoyo de los mamelucos burjíes, planeaba arrestar a Kitbugha y asesinar sus emires, pero Kitbugha se enteró y asedió la ciudadela; el conflicto acabó con el asesinato de Al-Shujai y la eliminación de los burjíes de la ciudadela. 

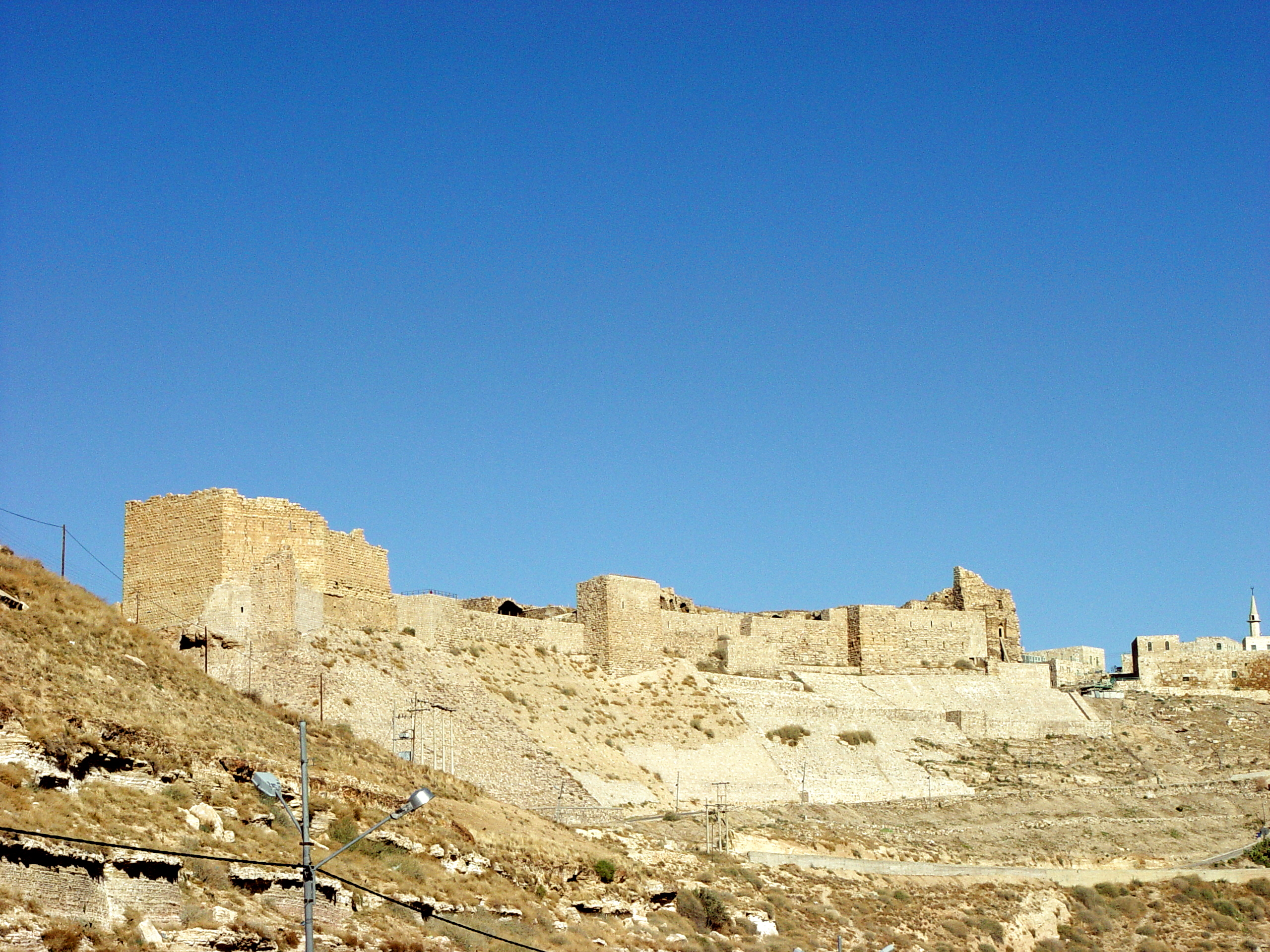
Castillo de Kerak, en la Transjordania, donde fue exiliado el sultán Al-Nassir en 1294.

Cuando el emir Husam al-Din al-Mansur Lajin, que había huido después del asesinato de Jalil, apareció en El Cairo, los mamelucos burjíes denominados Al-Ashrafiyya (mamelucos de Al-Ashraf), que habían sido apartados de la ciudadela por Kitbugha, se rebelaron y marcharon por las calles de la ciudad en tumulto porque Lajin no era arrestado ni castigado por su implicación en el asesinato de su señor. Su protesta fue aplastada: los Ashrafiyya fueron derrotados y muchos de ellos fueron ejecutados.
Kitbugha escuchó a Lajin —que sabía que los mamelucos de Jalil y del mismo An-Nassir Muhammad vengarían el asesinato del primero—, que aconsejaba deponer a An-Nassir y tomar el poder directamente. Después de la derrota de los burjíes sublevados, Kitbugha reunió a los emires en su residencia y les dijo: «El sistema del reino ha sido minado. No puede haber respeto mientras el sultán An-Nassir sea joven». Los emires lo aceptaron y decidieron reemplazar a An-Nassir Muhammad por Kitbugha. Así, An-Nassir Muhammed fue destronado (diciembre de 1294), trasladado con su madre a otra zona del palacio y posteriormente (cuando Lajin subió al trono) enviado a Kerak. Kitbugha se instaló como sultán, tomando el nombre real de Al-Adil. Lajin fue nombrado vice---sultán.

## Segundo reinado: 1299-1309

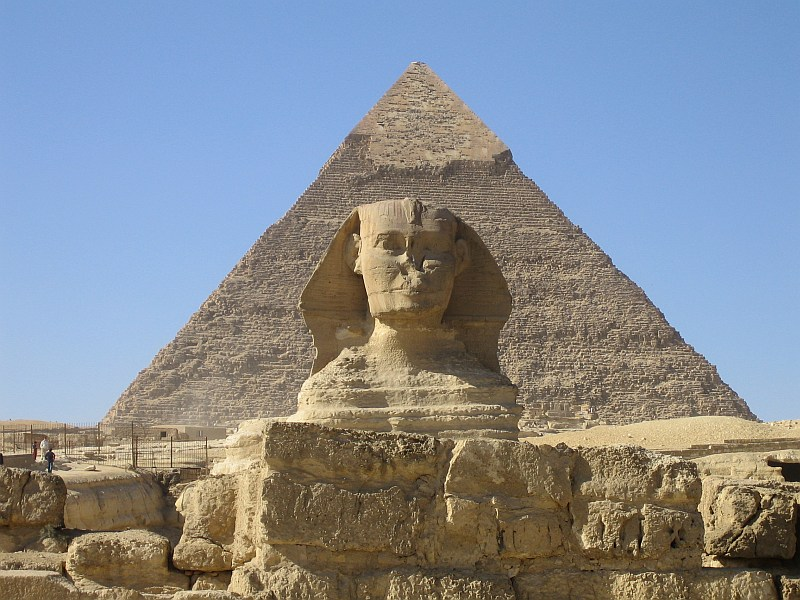
Vista de las pirámides de Guiza, situadas cerca de El Cairo. En 1299, al-Nassir volvió a Egipto.

El noviembre de 1296, Kitbugha fue depuesto por su vice-sultán Lajin y huyó a Siria, donde murió en 1297 mientras ocupaba el lugar del gobernador de Hama. Lajin permaneció como sultán hasta que fue asesinado con su vicesultán Mangu-Temur en 1299 por un grupo de emires dirigidos por Saif al-Din Kirji. Después del asesinato de Lajin y de su vice-sultán, los emires, incluido Al-Baybars al-Jashnakir, se reunieron y decidieron llamar a An-Nassir Muhammad de Kerak y devolverle el título de sultán, con el emir Taghji como vice-sultán. Pero el llamamiento a An-Nassir se retrasó por algún tiempo y el emir Kirji, que había asesinado a Lajin, y los emires ashrafiyya insistían en que Taghji tendría que ser proclamado sultán, y Kirji vicesultán. Por fin, se convocó a An-Nassir (febrero de 1299), que llegó con su madre e El Cairo en medio del alborozo de la población. An-Nassir, quien a estas alturas tenía ya catorce años, ocupó de nuevo el trono con Seif ad-Din Salar, que era un oirate, como vicesultán y Baybars al-Jashnakir, que era circasiano, como ustadar o ostadar. An-Nassir era, otra vez, un sultán títere, pues los gobernantes efectivos eran Salar al-Mansuri y Baybars al-Jashnakir.
Lo mamelucos burjíes se hicieron más poderosos durante el segundo reinado de An-Nassir Muhammad. Imponían impuestos a las personas que necesitaban servicios o protección. Este cohecho oficial era llamado himayah. Sus rivales eran los llamados salihiyya (acaudillados por Baybars al-Jashnakir), y los emires mansuriyya (dirigidos por Salar) y los ashrafiyya (encabezados por el emir Barlghi).

### Batalla del Uadi al-Jazandar
A El Cairo llegaron noticias que Ghazan de Persia se estaba preparando para atacar el Levante con un gran ejército, y que aproximadamente treinta barcos croatas habían llegado a Beirut. Los emires decidieron enviar fuerzas desde Egipto a Siria. Mientras, los barcos de la cruzada eran destruidos por una tormenta antes de que los croatas bajaran a tierra; por su parte, Ghazan, después de llegar a Bagdad, tuvo que cambiar su plan cuando uno de sus comandantes, llamado Solamish ibn Afal, huyó a Egipto y solicitó la ayuda de los mamelucos para luchar contra el ilkan.
El 1299 el sultán An-Nassir al mandó del ejército egipcio marchó a Siria para enfrentarse a las tropas de Ghazan. Cuando el sultán estaba de camino a Siria, un grupo de oirates conspiraba con un mameluco del sultán para matar a Baybars al-Jashnakir y a Salar, para entregar el poder a Kitbugha, que estaba en Hama. El mameluco del sultán atacó a Baybars al-Jashnakir e intentó matarlo, pero fue él el que pereció. Los oirates asaltaron la dihliz (tienda de viaje) del sultán, pero lo hicieron de una manera que hizo sospechar a Salar y Baybars que el sultán estaba implicado en la conspiración. Los oirates fueron arrestados y castigados, y los mamelucos que habían participado en la confabulación fueron enviados a Kerak.

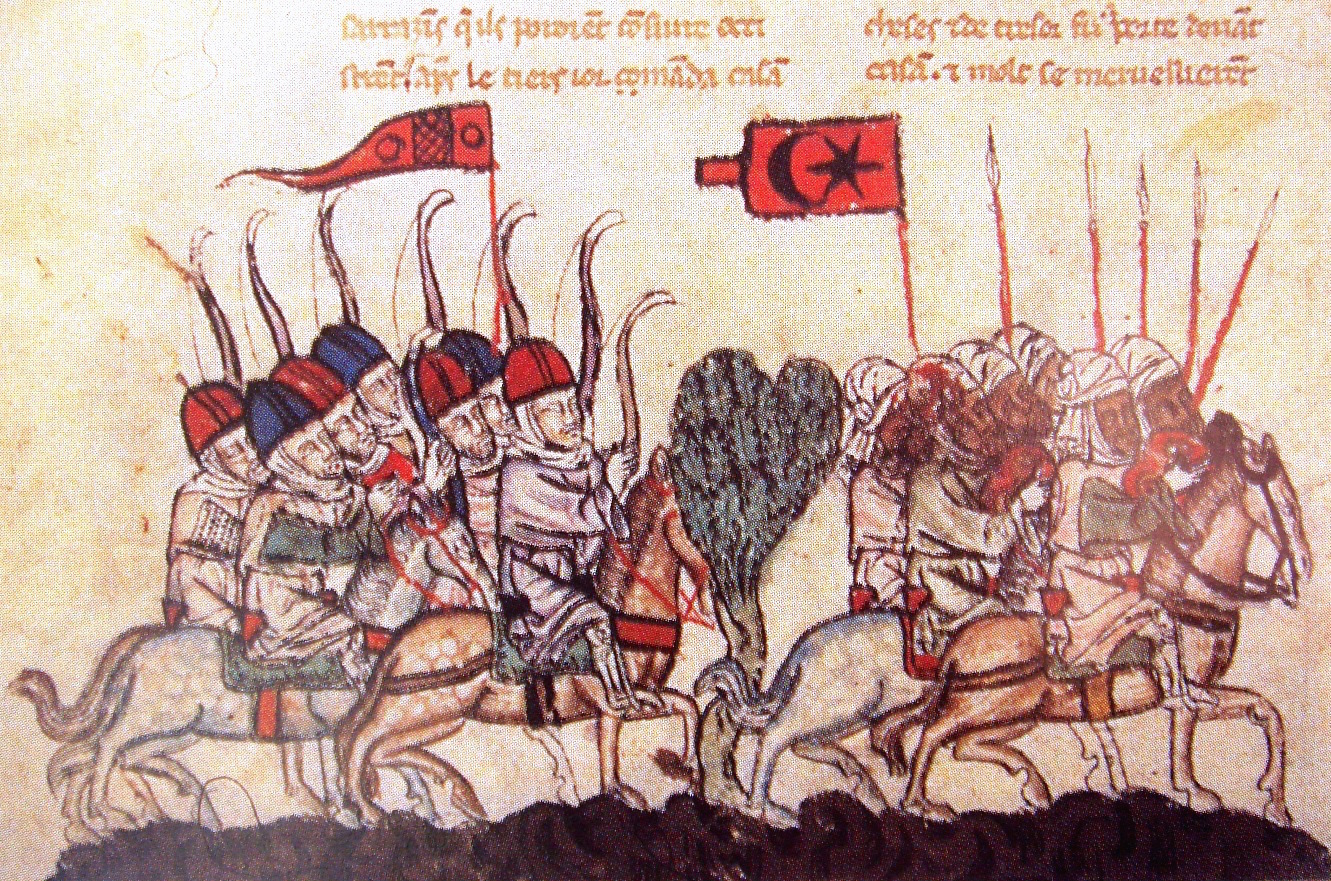
Ilustración medieval de la Batalla del Uadi al-Jazandar o segunda batalla de Homs, librada en 1299 entre mamelucos y mongoles del Ilkanato.

El ejército de An-Nassir (unos veinte mil hombres) libró con el de Ghazan (unos cien mil hombres) una batalla (22 de diciembre de 1299) que fue conocida como la batalla de Uadi Al-Jazandar. El ejército de an-Nassir derrotó a los mongoles y sufrió pocas bajas (entre doscientas y mil), mientras que el enemigo perdió catorce mil hombres. Pero el choque no fue decisivo: los mongoles eran muchos más y las fuerzas de An-Nassir se tuvieron que retirar hacia Homs, seguidas por un tiempo por el grueso del ejército de Ghazan. An-Nassir volvió a Egipto y Ghazan entró en Homs. Parte de la población de Damasco huyó hacia Egipto. Los notables de Damasco pidieron a Ghazan que respetase a los que permanecieron en la ciudad. Ghazan llegó a las cercanías de Damasco y sus soldados saquearon la comarca. La ciudad, con la excepción de su ciudadela, se sometió al comandante mongol Qubjuq, y el nombre de Ghazan fue mencionado durante la jutba u oración de viernes en la mezquita; se le mencionó como al-Sultan al-Azam Sultan al-Islam wa al-Muslimin Muzafar al-Donya wa al-Din Mahmud Ghazan. Aun así, los mongoles continuaron saqueando pueblos sirios, ciudades y la misma Damasco. 
En Egipto, los soldados derrotados de An-Nassir continuaban llegando en desorden. El sultán depuesto, Kitbugha, que estaba en Siria, también huyó a Egipto. La ciudad estaba abarrotada de refugiados sirios. An-Nasir Muhammad y los emires se empezaban a preparar para marchar de nuevo al Levante. Reunieron dinero, caballos y armas de todo Egipto. Sin embargo, fracasó el intento de reutilizar una antigua fetua promulgada durante el reinado de sultán Qutuz que obligaba a cada egipcio a pagar una comida para apoyar al ejército; por tanto, se decidió que se recaudase el dinero por la fuerza y depender de las contribuciones voluntarias. Pero de repente llegó la noticia al Cariz que Ghazan abandonaba el Levante después de dejar dos de sus comandantes como delegados en la zona. El sultán An-Nàssir envió unas cartas a los delegados de Ghazan pidiéndo que se sometieran, y aceptaron. A Kitbugha se le concedía el cargo de gobernador de Hamat y Salar y Bàybars al-Jashnakir viajaron con un ejército al Levante para liquidar a las fuerzas restantes de Ghazan. Los drusos que habían asaltado y robado a los soldados de An-Nàssir durante su retirada en Egipto, fueron atacados en sus baluartes y forzados a entregar las armas y las propiedades que habían robado a los soldados. Los delegados ilkhánides sometidos llegaron a Egipto, donde fueron recibidos por An-Nàssir Muhàmmad. El nombre del sultán An-Nàssir era vuelto a leer en la jutba de las mezquitas sirias. Era otra vez el soberano del Levante.
Además de las amenazas de la presencia de los mongoles en el Levante, el segundo reinado de An-Nassir Muhammad fue testigo también de disturbios dentro del mismo Egipto. Hubo disturbios religiosos en El Cairo y rebeliones en el Alto Egipto, que fueron reprimidos con dureza.
En 1301 partes de la Cilicia armenia, que habían apoyado a Ghazan, fueron saqueadas y Sisia, fue atacada por las fuerzas egipcias mandadas por sus emires; en septiembre de 1302, la isla cruzada de Arwad (Ruad) fue asaltada y saqueada en desquite porque los croatas la utilizaban como base para atacar barcos musulmanes. La guarnición templaria de Arwad, mandada por fray Dalmau de Rocabertí, fue capturada. A fray Dalmau lo intentaron rescatar infructuosamente las embajadas de Eymeric de Usall de 1303-1304 y 1305-6. Algunos años después, fray Dalmau fue finalmente liberado.

### Batalla de Shaqhab

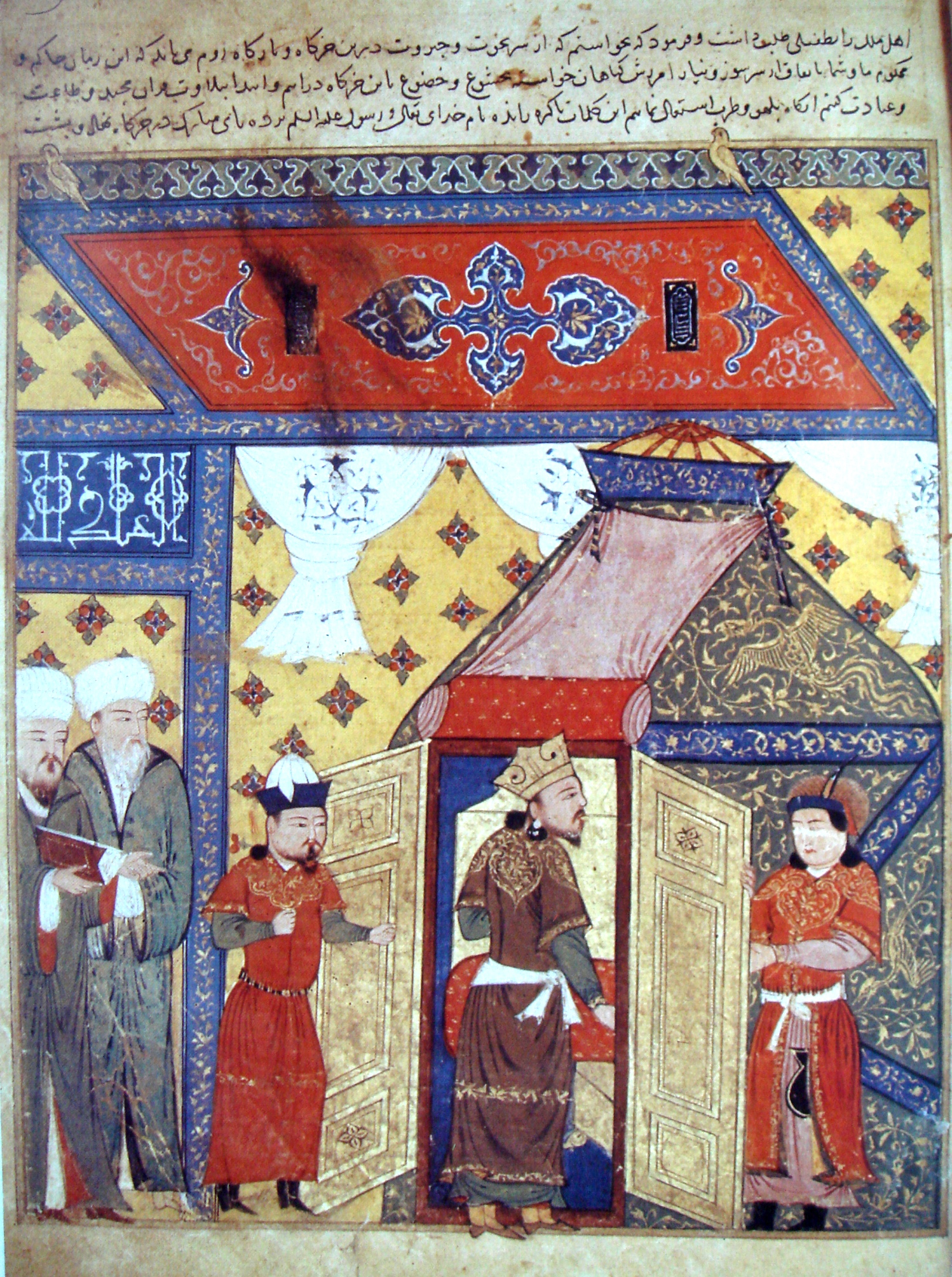
Ghazan convirtiéndose al islam.

En 1303 el ejército de Ghazan cruzaba el río Éufrates y avanzaba hacia Siria. Los sirios huían desde Alepo y Hama hasta Damasco. Una fuerza egipcia mandada por Bàybars al-Jashnakir llegaba a Damasco. La población de Damasco quería huir también pero fue advertida de que se los mataría y su dinero se confiscaría si intentaban salir. Una fuerza de Ghazan atacaba pueblos habitados por turcomanos y tomaba mujeres y niños como prisioneros, pero las fuerzas del sultán traídas por sus emires se enfrentaron con los mongoles y liberaron a unos 6000 turcomanos después de aniquilar a las fuerzas mongolas.
El 20 de abril, An-Nassir Muhammad y el califa abasí llegaban a Siria desde Egipto y mientras los emires los estaban saludando, llegaron noticias que se estaba acercando un ejército mongol de 50.000 soldados dirigidos por Qutlugh-Shah, el representante de Ghazan. An-Nàssir y los emires decidían presentar batalla a Shaqhab. El Califa que estaba junto al sultán en el centro del ejército, dijo a los soldados: "Guerreros, no os preocupéis de vuestro sultán, pero sí de vuestras mujeres y de la religión de vuestro Profeta". Una fuerza de aproximadamente 10.000 hombres dirigidos por Qutlugh-Shah atacaba el flanco derecho del ejército del sultán pero unidades de Baybars y Salar fueron en su apoyo y hacían retroceder a Qutlugh-Shah. Había confusión en el campo de batalla pues muchos pensaban que el ejército de An-Nàssir estaba derrotado cuando vieron que los mongoles habían pasado el flanco derecho del ejército egipcio. Qutlugh-Shah se retiró a una montaña cercana, puesto que creía también que había vencido. Pero desde su posición en la montaña pudo ver que el ejército del sultán aguantaba firme al flanco izquierdo y los soldados estaban llenando el campo. Qutlugh-Shah quién estaba confundido de lo que veía, preguntó a un emir egipcio que había hecho prisionero ¿quién era el ejército que estaba viendo? El emir le contestó que era el ejército del sultán de Egipto. Qutlugh-Shah estaba impresionado, puesto que no sabía que An-Nàssir hubiera llegado con el ejército egipcio. Cuando Qutlugh-Shah vio que su ejército era derrotado y huía, también huyó a la puesta de sol. De mañana, Qutlugh-Shah volvía al campo de batalla, pero fue derrotado otra vez. Su tercera ofensiva fue la mañana del tercer día, pero su ejército fue completamente anihquilado. Sobrevivió sólo un pequeño número de mongoles. Cuando Ghazan supo que la derrota de su ejército era tan contundente, sufrió una hemorragia de nariz severa y murió un año más tarde. An-Nàssir Muhàmmad volvió a Egipto en medio de grandes fiestas al Cariz, que estaba lleno de gente que venía de todas partes de Egipto para celebrar la victoria, estando la ciudad decorada desde Bab al-Nasr (Puerta de Victoria) hasta Qal'at al-Jabal. El notable historiador mameluco Baybars al-Dewadar estaba presente en la batalla de Shaqhab, que se denomina también Batalla de Mardj al-Suffar.

### Consecuencias y retirada
En 1304, Seis fue atacado otra vez por los emires del sultán y un grupo de mongoles dirigido por un prominente comandante llamado Badr ad-Din Albaba fueron acogidos por An-Nàssir en El Cairo. Fue completada la madraza al-Nasiryah, que tenía la portada de la catedral de Acre que Al-Àixraf Khalil había traído a Egipto en 1291. El 1304 se produjo también el nacimiento del hijo de An-Nàssir, de nombre Ali.
En julio de 1307, el sultán intentó un golpe de Estado para lograr el poder, que fracasó. Oficialmente el sultán se reconcilió con los emires Salar y Baybars. El 1309 el sultán estaba dominado por Salar y Baybars al-Jashnakir. Les informó que quería ir a La Meca en peregrinación pero, en realidad, se fue a el-Karak y se quedó allá, acabando así su segundo reinado. Pero An-Nàssir de hecho no quería dimitir. Sabía que no podría gobernar mientras Bàybars al-Jashnakir y Salar fueran al Cariz, como probablemente también era consciente de que tarde o temprano lo depondrían o incluso lo matarían y tomarían el poder. An-Nàssir quería intentar arrestar a Bàybars y Salar pero cuando esto le falló decidió ir a el-Karak, lugar remoto  donde podía hacer alianzas nuevas con los representantes del sultanato del Levante que le podrían ofrecer apoyo contra los dos emires cuando volviera más tarde a Egipto. Cuando el sultán se negó a volver a Egipto, Baybars al-Jashnakir se instaló como sultán de Egipto, con Salar como su vicesultán. El gobernador circasiano de Damasco Akkush al-Afram apoyó al nuevo régimen pero en cambio el kiptxak Kapdjuk al-Mansuri de Hamat, el gerogiano Asandamur Kurdji de Trípoli y del Líbano, y Kara Sunkur al-Mansur de Alepo, entraron secretamente en contacto con An-Nàssir.

## Tercer reinado: 1309-1341

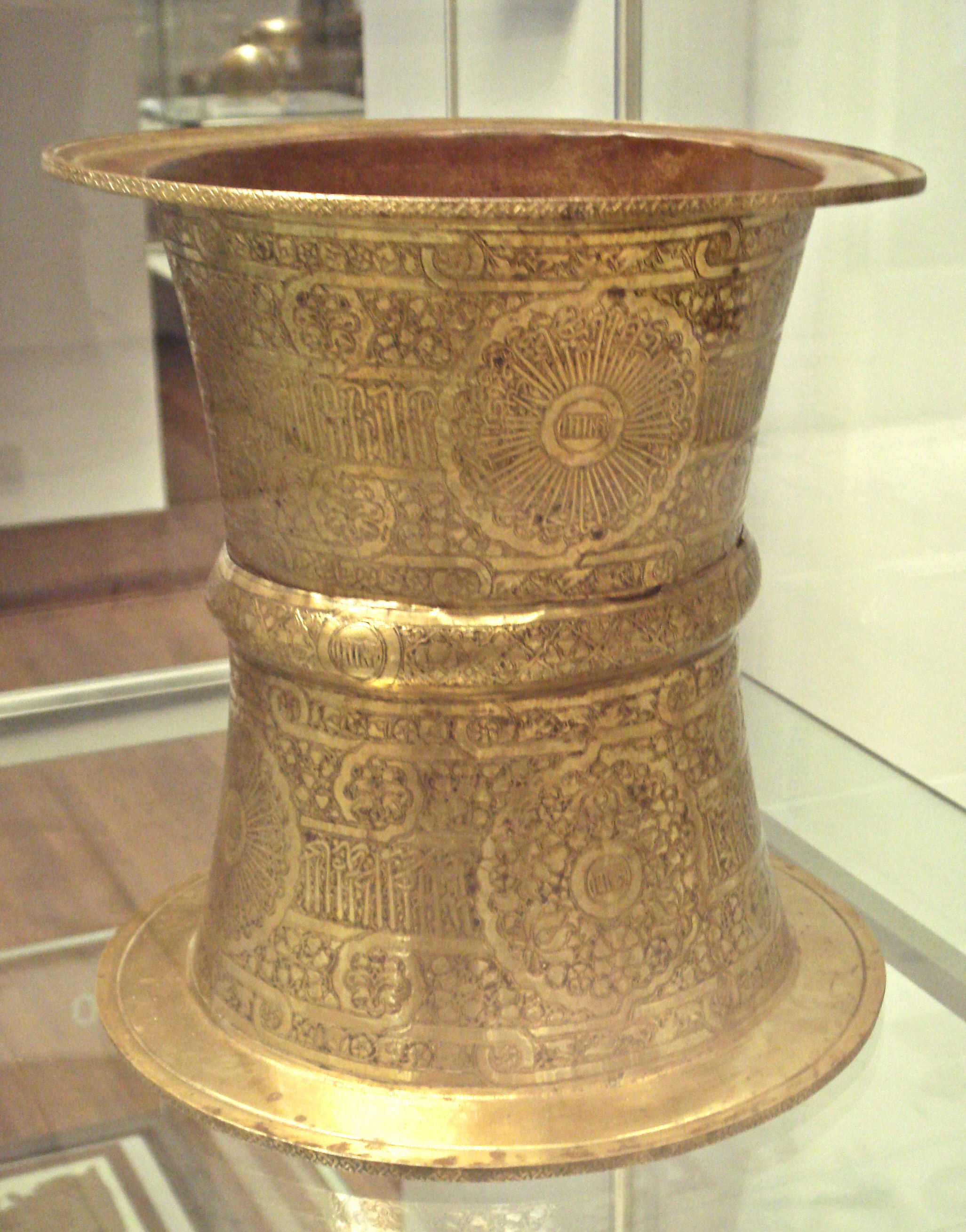
Paradas de bandejas en Egipto o Siria en nombre de an-Nàssir Muhàmmad ibn Qalàwun, Museo Británico 1330-1340

Bàybars al-Jashnakir gobernó Egipto diez meses y 24 días. Su reinado estuvo marcado por el malestar social y amenazas de mongoles y croatas. La población de Egipto que lo odiaba, pedía el regreso de su sultán amado. Este el 4 de enero de 1310 salió de a el-Karak y 11 días después entraba a Damasco sin oposición. Bàybars al-Jashnakir fue forzado a dimitir y huir de la multitud airada, y an-Nàssir retornó a Egipto volviendo al poder (5 de marzo de 1310). Durando su primer reinado estuvo dominado por Kitbugha y al-Shujai y durante su segundo reinado por Bàybars al-Jashnakir y Salar. Estaba decidido ahora, cuando tenía 24 años, no ser dominado por nadie y no ser privados de los derechos del cargo por ninguno de los emires. An-Nàssir hizo traer a Baybars al-Jashnakir al Cariz (15 de abril de 1310, y lo hizo ejecutar. y aceptaba la dimisión de Salar como vicesultán (y lo autorizaba a marchar a Shawbak) y lo cambió por Baktmar al-Jukondar; después de un año Salar fue arrestado y murió al poco de hambre a la prisión. 
-->Los mamelucos y propiedades tanto de Bàybars cómo de Salar fueron confiscadas. En cuanto a Akkush, fue perdonado pero desapareció seguidamente para refugiarse con el Il-khan. Kabdajk al-Mansuri también murió el 1310. Asandamur fue arrestado y encarcelado también el mismo año; Karasunkur por prudencia también huyó y se refugió con la Il-khan. Una razzia mongola en Siria intentada por la Il-khan Oldjeitu, fue un fracaso. El marzo de 1310 el sultán nombró 32 nuevos emires de su grupo llamado Nasiriyya.
El 1310 el vicesultán Baktmar y el emir Bikhtas conspiraron para derrocar al sultán y cambiarlo por emir Musa, hijo de Salih Ali (que a su vez era hijo de Qalàwun). Musa aceptó pero la conspiración fue descubierta por un emir y tanto Bikhtas como Musa fueron arrestados. El vicesultán Baktmar al-Jukondar también fue detenido, pero un año más tarde, después de ser acusado de conspiración para derrocar al sultán y ocupar el trono. Bàybars al-Dewadar, el historiador, se convirtió en el nuevo vicesultán. Debido a su experiencia con los emires y sus trucos, an-Nàssir Muhàmmad era un sultán muy suspicaz, que prestaba atención a todos los detalles. Incluso hizo exiliar el mismo Califa a Qus el 1338. En agosto de 1312 nombró gobernador de Damasco, hasta 1340 (cuando fue depuesto y encarcelado y después ejecutado) a su mameluco Tankiz al-Husami al-Nasiri, y en septiembre de 1312 nombró vice-sultán también un mameluco suyo, Arghun al-Nasiri (que ejerció de hecho hasta 1326 a pesar de que el cargo fue abolido formalmente el 1314, siendo depuesto de su cargo de gobernador de Alepo sin más persecución).

### Medidas contra la corrupción
Lenta, pero sistemáticamente an-Nàssir Muhàmmad extendió su poder y tomó revancha de los emires que habían sido injustos con él en el pasado y de los emires que conspiraban contra él después de su regreso en Egipto. Abolió unas cuantas posiciones oficiales, se apropió de los patrimonios de oficiales corrompidos, despidió a los oirates mongoles de los queervicios reales y anuló los impuestos excepcionales y sobrecargas (Mikoos) que eran impuestos a la gente común por las autoridades, estaban enriqueciendo a los oficiales y hacían más fuertes a los emires. Contrató al emir Ibn al-Waziri, un hombre conocido por enfrentarse con la corrupción, como jefe de la Dar al-Adl (Tribunal de Justicia) y él mismo solía sentar allá todos los lunes para escuchar quejas de la gente normal contra los oficiales y los emires.--> Prohibía a sus gobernadores ejecutar o castigar físicamente a los convictos sin su permiso y cerró una infame prisión con mazmorras que estaba cerca de la ciudadela. El 1314 abolíó el cargo de vicesultán y los gobernadores de Siria recibieron orden de no comunicarse más que a través de Tankiz al-Husami (lo que convertía a este en un gobernador general). Y el 1315 hizo un catastro de la tierra para restablecer la cantidad de los impuestos que los propietarios de tierra y los señores tenían que pagar al estado.

### Situaciones internas y externas

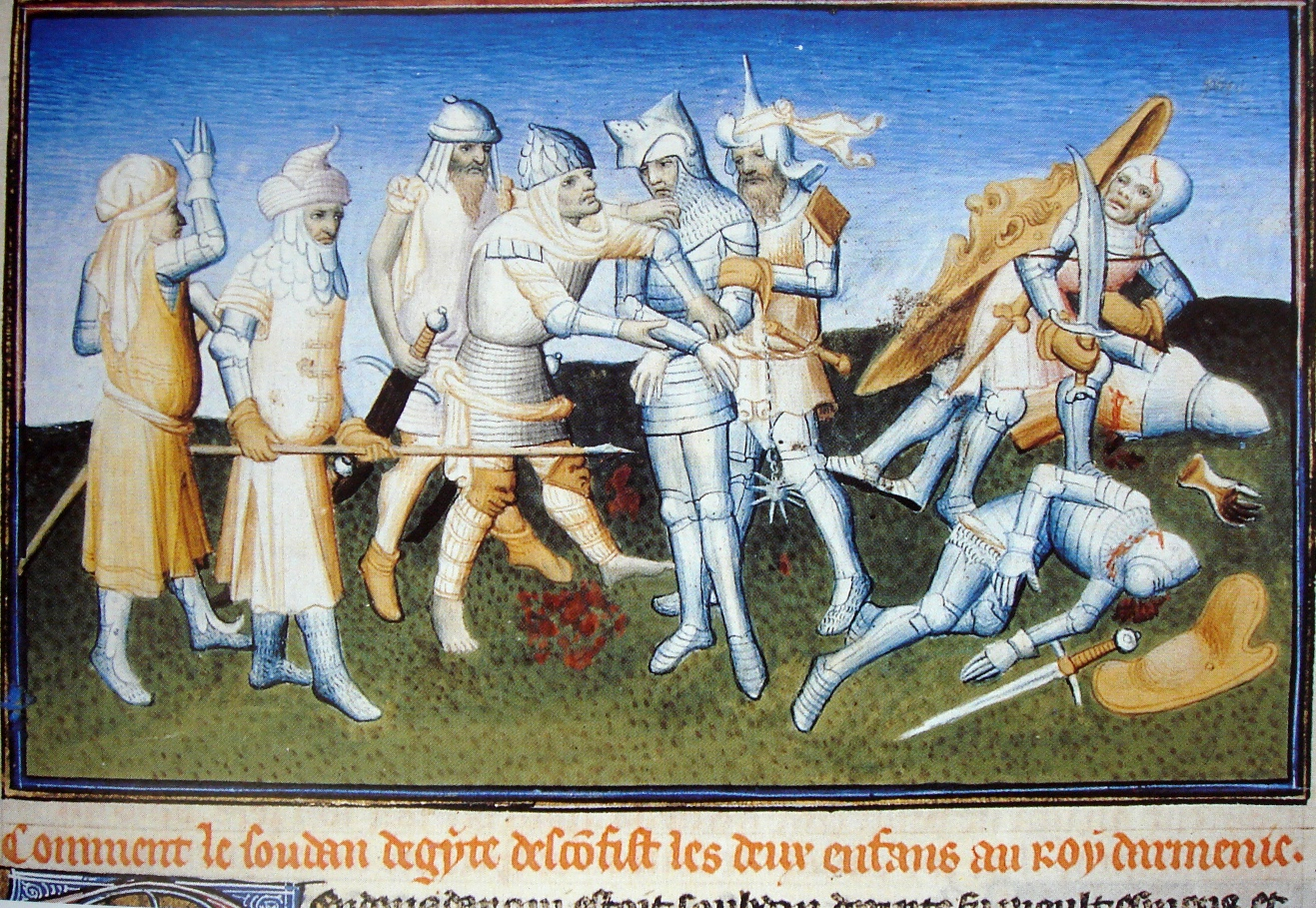
La Pequeña Armenia fue devastaba el 1266. Fue atacada durante el reinado de an-Nàssir

Durando el tercer reinado de an-Nàssir Muhammad no estuvo sometido a amenazas externas, puesto que tanto los croatas como los mongoles estaban enormemente debilitados por sus derrotas frecuentes y sus conflictos internos. Aun así, Oljeitu, el gobernante mongol, asedió algunas fortalezas mamelucas,  pero se retiró debido al calor mortal del verano de 1312-1313. El 1314 la ciudad de Malatya era ocupada por Tunkuz el representante del sultán al Levante. Seis y otros lugares fueron atacados por las fuerzas del sultán. No se presentó ningún problema serio. Dentro de Egipto,  había unos cuantos desórdenes en el Alto Egipto, debido a actividades de ruptura de la ley por tribus árabes que fueran fácilmente templados. Aun así, el febrero de 1321, un alboroto bastante serio entre comunidades musulmanas y cristianas egipcias se desarrolló después de que unas cuantas iglesias fueran destruidas simultáneamente en varias partes de Egipto, y a continuación hubo una serie de fuegos en mezquitas y edificios al Cariz. Unos cuantos cristianos fueron arrestados mientras estaban tratando de prender fuego a mezquitas y edificios. Aunque la economía de Egipto florecía durante el tercer reinado de A el-Nasir, tuvo varias veces problemas financieros y alza de precios provocada por la circulación de monedas por debajo del peso y la aleación. An-Nàssir acuñó unos cuantos miles de monedas para luchar con las monedas espurias.
Bajo an-Nàssir Muhàmmad la posición de Egipto como poder político también florecía. Las delegaciones extranjeras y los enviados de reyes, con regalos, visitaban El Cairo frecuentemente buscando la ayuda y la amistad del sultán. Las más importante de las visitas fueron las de los enviados del papa Juan XXII y el rey Felipe VI de Francia. Los enviados papales llegaron al Cariz el junio de 1327 con un regalo y una carta del papa que pedía al sultán tratar bien los cristianos, proteger los lugares sagrados cristianos, y parase sus ataques contra Seis. Aquellos eran los primeros enviados de un papa a Egipto desde el tiempo del sultán As-Salih Ayyub. El febrero de 1330, el rey Felipe IV envió una delegación de 120 hombres que pedía al sultán conceder la ciudad de Jerusalén y áreas a la costa del Levante. An-Nàssir reaccionó insultando a los enviados franceses y a su rey, y les ordenó que se marcharan de Egipto.
Como posición central al fisco estaba el controlador (nazir al-Khass), que no era un mameluco sino un cristiano convertido: el primero fue Karin al-Din al-Kabir que ocupó el cargo del 1310 al el abril del 1323, cuando cayó en desgracia y arrestado. Le sucedió al-Nashw de abril del 1332 en agosto de 1339 cuando igualmente cayó en desgracia y fue ejecutado. Personajes notables fueran Tankis al-Husami (el gobernador de Damasco), y los escuderos (saki) Baktamur al-Muazzami (muerte más tarde con su hijo en circunstancias sospechosas) y Kawsun al-Nasiri y su rival Bashtak al-Nasiri (sobrevivieron al sultán por poco tiempo).
An-Nàssir controlaba el estado, como demuestra que pudo hacer tres viajes de peregrinaje a La Meca (1313, 1320 y 1332).

### Obras públicas

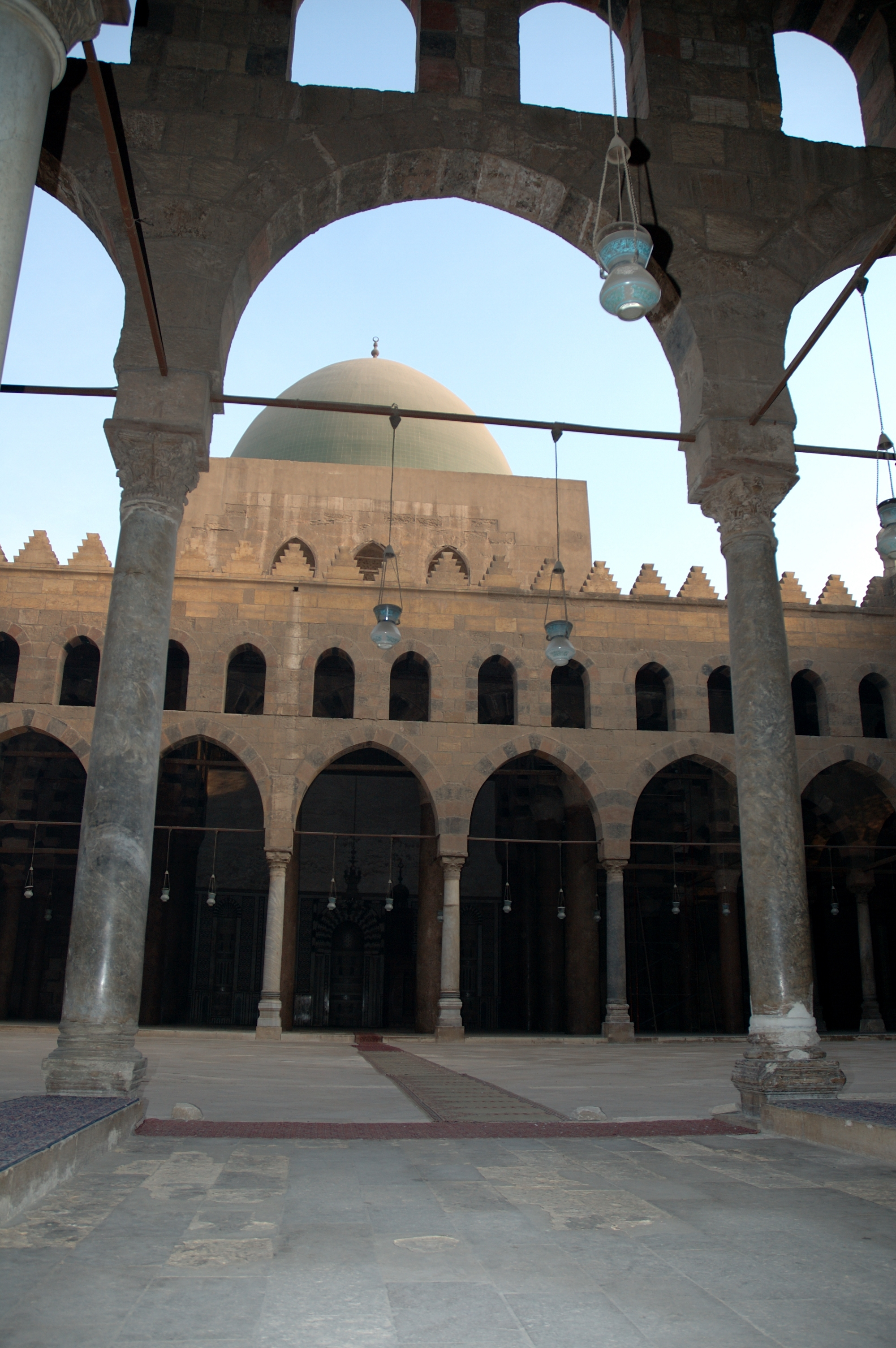
Mezquita de Qalàwun, El Cairo.

El largo reinado largo de an-Nàssir Muhàmmad marcó el apogeo de poder mameluco y la más alta marca de agua de cultura en Egipto desde el periodo helenístico de Egipto. Las obras públicas se ponían en movimiento. Se limpió una vez más el canal que conectaba Alejandría con el Nilo: se abrió y al tráfico el 1311 y había necesitado trabajadores en una escala faraónica. Algunos de sus trabajos maravillosos en El Cairo serían la gran plaza llamada al-Midan al-Nasiri, el Qasr al-Ablaq (Palau de a el-Ablaq) y la reestructuración de la Iwan que había construido su padre Qalàwun. Además, construyó madrassas, grandes baños públicos, y renovó más de treinta mezquitas que pertenecen a los ejemplos más espléndidos de arquitectura islámica. Su propia mezquita a la ciudadela que se conserva hasta hoy día, está decorada con piedra traída desde la catedral arruinada de Acre. También añadió al complejo de estructuras de El Cairo hechas por su padre, una fuente para el uso de todo el mundo, especialmente bienvenida por los pobres que no tenían acceso al agua.

## Relato de El-Malik an-Nàssir en el libro de Ibn Battuta
Ibn Battuta fue un viajero famoso que llegó a El Cairo cuando al-Malik an-Nàssir era el sultán. Relata lo siguiente:
El Sultán de Egipto en el momento de mi entrada era al-Malik an-Nasir Abu'l Fath Muhammad, hijo de al-Malik al-Mansur Saif al-Din Qala'un al-Salihi. Qala'un era conocido como al-Alfi, porque al-Malik al-Salih lo compró por mil dinares de oro. Él provenía de Qifjaq [Kipchak]. Al-Malik an-Nasir era un hombre de carácter generoso y grandes virtudes, con devoción al servicio de los dos santuarios [de La Meca y Medina], y todos los años hace obras de beneficencia para ayudar a los peregrinos, en el suministro de camellos cargados de provisiones y agua para los que carecen de medios y los indefensos, y para llevar a aquellos que no pueden costear una caravana o son demasiado débiles para recorrer a pie el camino egipcio de los peregrinos y el de Damasco. También construyó un gran convento en Siryaqus, en las afueras de El Cairo.

## Los Emblemas y las monedas de an-Nàssir Muhàmmad
Emblemas : Águila, Flor, lirio, Bundel (símbolo del Jomdar que era un oficial del departamento de la vestimenta del sultán ). 
Monedas del primer reinado: No disponible. 
Monedas del segundo reinado: las monedas traían la inscripción al-Sultan al-Malik al-Nasir Nasir al-Doña wa al-Din. También un título de su padre Qalawun figuraba inscrito en sus monedas: Al-Malik al-Mansur. 
Monedas del tercer reinado : An-Nàssir Muhàmmad tenía en sus monedas los títulos siguientes, que son únicos en la historia de los mamelucos: "al-Sultan al-Malik al-Nasir Nasir al-Din wa al-Donia" ( El rey sultán an-Nàssir triunfante en el mundo temporal y de la fe), "al-Sultan al-Malik al-Azam" ( El rey sultán Más Grande ), "al-Sultan al-Malik Nasir al-Doña wa al-Din Qasim emir al-Mu'amimin" (El rey sultán triunfando en el mundo temporal y en la fe, aquel que comparte con el Emir de los Creyentes [el Califa]). Las frases únicas de súplica a sus monedas eran: " Azz Nasroh" (sus victorias se pueden glorificar) y " khalad Allah Mulkoh wa Sultanoh" (que Dios haga eternos su reino y su sultanat).

## Legado
Lo destacado historiador Mamluk Ibn Iyas escribía el siguiente sobre an-Nàssir Muhàmmad: " Su nombre era mencionado en todas partes como el nombre de ninguno otro rey. Todos los reyes le escribían, le enviaban regalos y le tenían miedo. La totalidad de Egipto estaba en sus manos". Tanto el padre como hermano de an-Nàssir fueran sultanes y ocho de sus hijos y cuatro de sus nietos se coronaron como sultanes de Egipto : 
Hijos (sultanes de Egipto de 1341 a 1361):
- Al-Màlik al-Mansur Sayf-ad-Din Abu-Bakr ibn an-Nàssir Muhàmmad ibn Qalàwun, 1341
- Al-Màlik al-Àixraf Alà-ad-Din Kújuk ibn an-Nàssir Muhàmmad, 1341-1342
- Al-Màlik an-Nàssir Xihab-ad-Din Àhmad ibn an-Nàssir Muhàmmad, 1342
- Al-Màlik as-Sàlih Imad-ad-Dawla Ismaïl ibn an-Nàssir Muhàmmad, 1342-1345
- Al-Màlik al-Kàmil Sayf-ad-Din Xaban ibn an-Nàssir Muhàmmad, 1345-1346
- Al-Màlik al-Mudhàffar Zayn-ad-Din Hajjí ibn an-Nàssir Muhàmmad, 1346-1347
- Al-Màlik an-Nàssir Badr-ad-Din Abu-l-Maali Hàssan ibn an-Nàssir Muhàmmad, 1347-1351 y 1354-1361
- Al-Màlik as-Sàlih Salah-ad-Din Sàlih ibn an-Nàssir Muhàmmad, 1351-1354

Nietos (Sultanes de Egipto de 1361 a 1382):
- Al-Màlik al-Mansur Salah-ad-Din Muhàmmad ibn Hajji ibn Qalàwun, 1361-1363
- Al-Màlik al-Àixraf Zayn-ad-Din Xaban ibn Hàssan ibn Muhàmmad ibn Qalàwun, 1363-1377
- Al-Màlik al-Mansur Alà-ad-Din Alí ibn Xaban, 1377-1381
- Al-Màlik as-Sàlih Zayn-ad-Din Hajjí, 1381-1382